# Thomas Hill (Leichtathlet)
Thomas Lionel Hill (* 17. November 1949 in New Orleans, Louisiana) ist ein ehemaliger US-amerikanischer Hürdenläufer, der sich auf den 110-Meter-Hürdenlauf spezialisiert hatte.

## Sportkarriere
In den frühen 1970er Jahren gehörte Hill, der für die Arkansas State University startete, zu den besten Hürdensprintern der Welt. In der zweiten Juniausgabe von 1970 der US-amerikanischen Sportzeitschrift Track & Field News schaffte er es auf die Titelseite.
Hill erreichte bei der Meisterschaft der National Collegiate Athletic Association (NCAA) 1972 Platz 2. Bei den Olympiaausscheidungen für die Olympischen Spiele in München 1972 konnte er im Finale vor Willie Davenport, Olympiasieger von 1968, und Rod Milburn gewinnen.
In München konnte er seinen Vorlauf in 13,62 s und das Halbfinale in 13,47 s gewinnen. Damit war er wie seine Teamkameraden einer der Medaillenanwärter. Im Finale am 7. September 1972 berührte er die fünfte Hürde und wurde hinter Milburn, der mit 13,24 s neuen Weltrekord lief, und dem Franzosen Guy Drut (13,34 s) mit 13,48 s Dritter. Davenport, der an der achten Hürde Probleme hatte, wurde nur Vierter.
Noch während seiner aktiven Zeit als Leichtathlet absolvierte Hill das Reserve Officer Training Corps, ein Ausbildungsprogramm der Streitkräfte der Vereinigten Staaten, wobei er als Trainerassistent für Leichtathletik an der United States Military Academy in West Point arbeitete.

## Ehrungen
1984 wurde Thomas Hill in die Arkansas Sports Hall of Fame aufgenommen.
1996 folgte die Aufnahme in die Arkansas Track and Field Hall of Fame.

## Nach der Sportlerkarriere
1972 machte er an der Arkansas State University seinen Bachelor of Education in Sporterziehung. 1976 erlangte er von der Long Island University den Master in Counselor Education (Lehrerberatung). Den Ph.D. in diesem speziellen Fach erhielt er von der University of Florida im Jahr 1985.
1993 wurde Hill Dekan an der University of Florida. 1997 wechselte er zur Iowa State University und wurde dort Vizepräsident für studentische Angelegenheiten.

## Privatleben
Thomas Hill ist verheiratet und hat zwei Söhne. Sein Sohn Thomas jr. (geb. 1971) war College-Basketballer und spielte in der NBA Australasia.